# Carditello (San Tammaro)
Carditello è una frazione del comune di San Tammaro in provincia di Caserta.
Da non confondere con l'omonima frazione appartenente a Cardito nel napoletano, Carditello di San Tammaro è nota per la presenza della reggia settecentesca.

## Geografia fisica
La località Carditello dista circa 4 chilometri dal capoluogo comunale. Sorge a sud-ovest, in un'area agricola nel cuore della pianura campana, ai confini con i comuni di Casaluce, Frignano e Casal di Principe.

## Monumenti e luoghi d'interesse
La frazione è nota per la Reggia di Carditello, costruita intorno al 1787, sotto Ferdinando IV di Borbone (1751-1825), su progetto dell’architetto Francesco Collecini, collaboratore di Luigi Vanvitelli.
Caratterizzato da una Palazzina Reale di stile neoclassico, ha ben cinque cortili, otto edifici a torre e dodici capannoni.